# جزيرة لانتاغ الصغرى
جزيرة لانتاغ الصغرى وهي جزيرة من جزر إندونيسيا، وتقع مقاطعة كوتاي كارتانيغارا في إقليم كالمنتان الشرقية في إندونيسيا.